# Craugastor omiltemanus
Espèce
Synonymes
- Syrrhaphus omiltemanus Günther, 1900
- Eleutherodactylus omiltemanus Günther, 1900
- Hylodes calcitrans Günther, 1900

Statut de conservation UICN

 LC  : Préoccupation mineure
Craugastor omiltemanus est une espèce d'amphibiens de la famille des Craugastoridae.

## Répartition
Cette espèce est endémique du Guerrero au Mexique. Elle se rencontre de 1 818 à 2 600 m dans la Sierra Madre del Sur.

## Publication originale
- Günther, 1900 : Reptilia and Batrachia, Biologia Centrali-Américana, Taylor, & Francis, London, p. 1-326 (texte intégral).